# Forças Armadas da Nigéria
As Forças Armadas Nigerianas é a principal força de defesa da República da Nigéria. É dividida em três ramos (exército, marinha e aeronáutica), contando com uma força de 130 000 a 200 000 combatentes. Foi oficialmente criada após a independência do país em 1960 e desde então tem lutado em conflitos internos (entre 1966 e 1999 se envolveu em pelo menos dez golpes de estado) e disputas com outras nações, além de ajudar missões de estabilização da ONU.

## Fotos

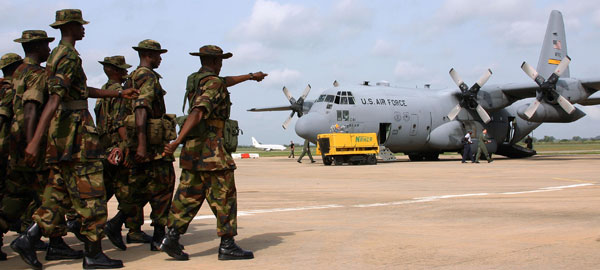
Militares do exército nigeriano.
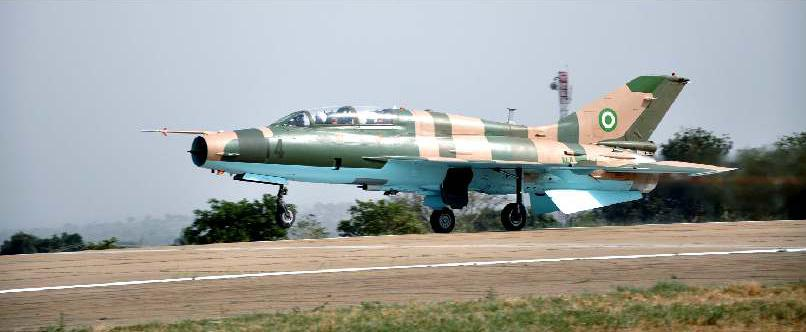
Um caça F-7 de interceptação da força aérea da Nigéria.
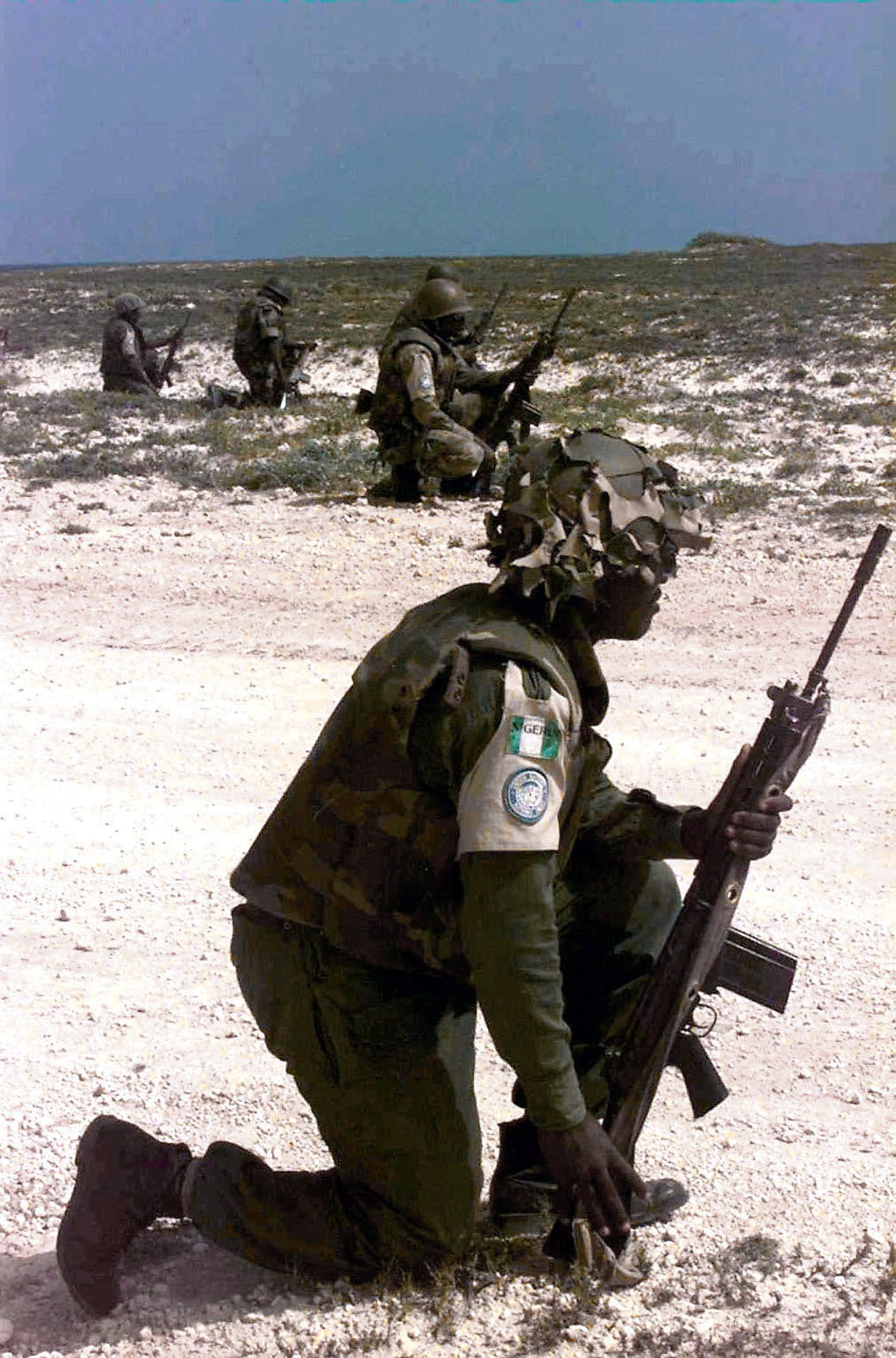
Soldados nigerianos na Somália.